# گئورگه چولاک
گئورگه چولاک (رومانیایی: Gheorghe Ciolac; ۱۰ اوت ۱۹۰۸ – ۱۳ آوریل ۱۹۶۵) بازیکن فوتبال اهل رومانی بود.
وی همچنین در تیم ملی فوتبال رومانی بازی کرده‌است.